# Cene
Cene [ˈʧeːne] (Scé [ˈʃe] in dialetto bergamasco) è un comune italiano di 4 032 abitanti della val Seriana, in provincia di Bergamo,  in Lombardia.

## Geografia fisica

### Territorio

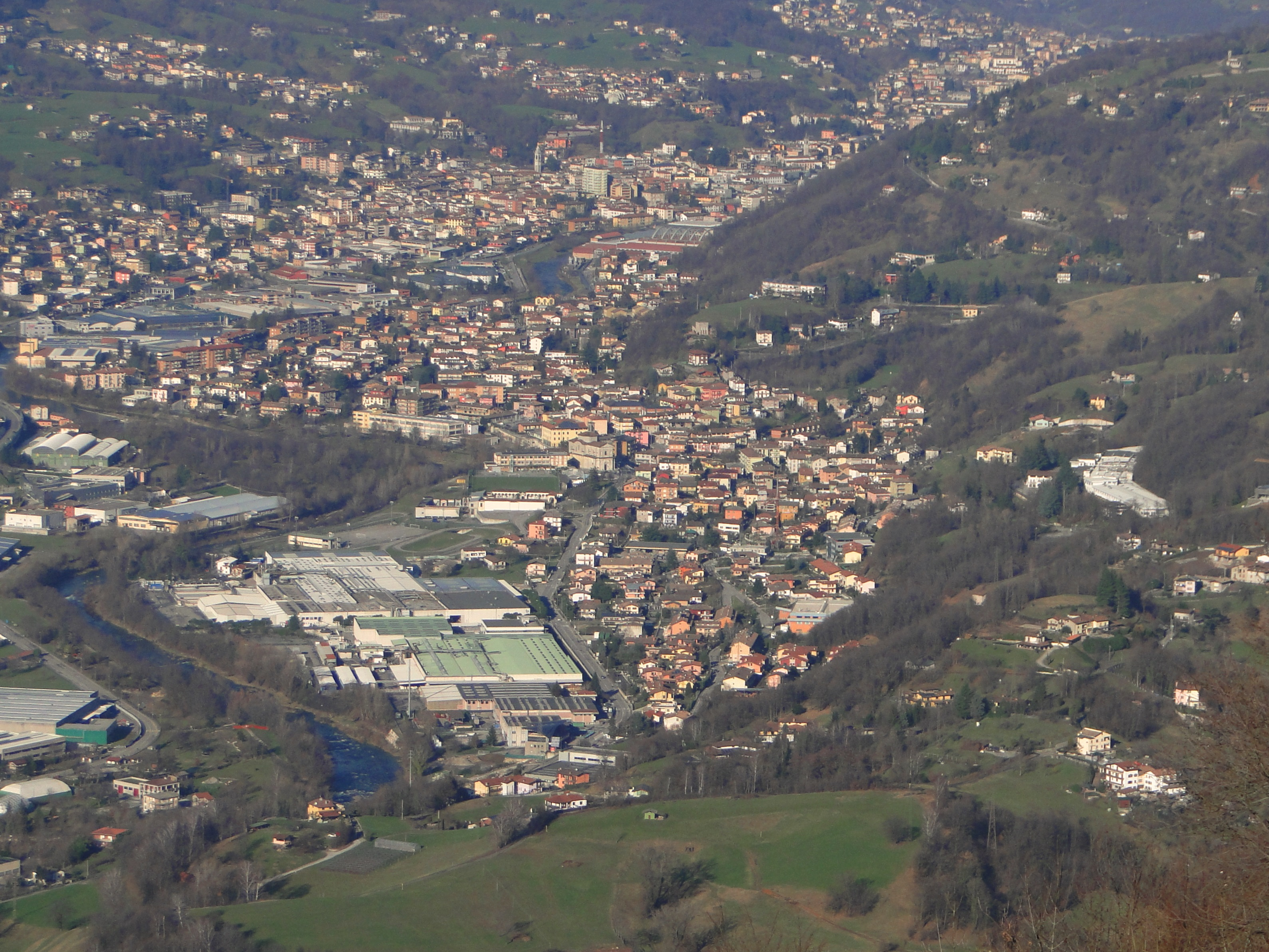
Vista di Cene con Gazzaniga

Il territorio comunale di Cene, distante 15 chilometri a nord-est dal capoluogo orobico, è interamente situato sulla sinistra orografica della val Seriana, ad un'altezza compresa tra i circa 360 m s.l.m. della piana alluvionale del fondovalle, ai quasi 800 delle propaggini del monte Altino.
Il territorio è delimitato dal corso del fiume Serio, che lo suddivide ad ovest da Comenduno (frazione di Albino), mentre a nord-ovest da Gazzaniga e Fiorano al Serio. A nord è invece demarcato dal fondovalle della piccola valle Asinina che lo divide da Casnigo, mentre a nord-est da Leffe dalla valle Noes, tributaria della valle Rossa. Infine a fungere da limite orientale e meridionale sono le pendici dei monti circostanti: ad Est quelle del monte Altinello, con Gaverina Terme e Bianzano, mentre a Sud quelle del monte Altino e della sua propaggine colle Sfanino, con Vall'Alta, anch'essa frazione di Albino.
La gran parte della popolazione risiede nel nucleo abitativo posto nel fondovalle, lungo l'asta del fiume Serio che, ampliatosi negli ultimi decenni del XX secolo, si presenta con soluzione di continuità abitativa da nord a sud, alle cui estremità sono poste le zone industriali che raccolgono le attività artigianali del paese. A mord vi è quella storica denominata "Bellora" e costruita nel XIX secolo, mentre a Sud quella prettamente artigianale, edificata negli ultimi anni del XX secolo.

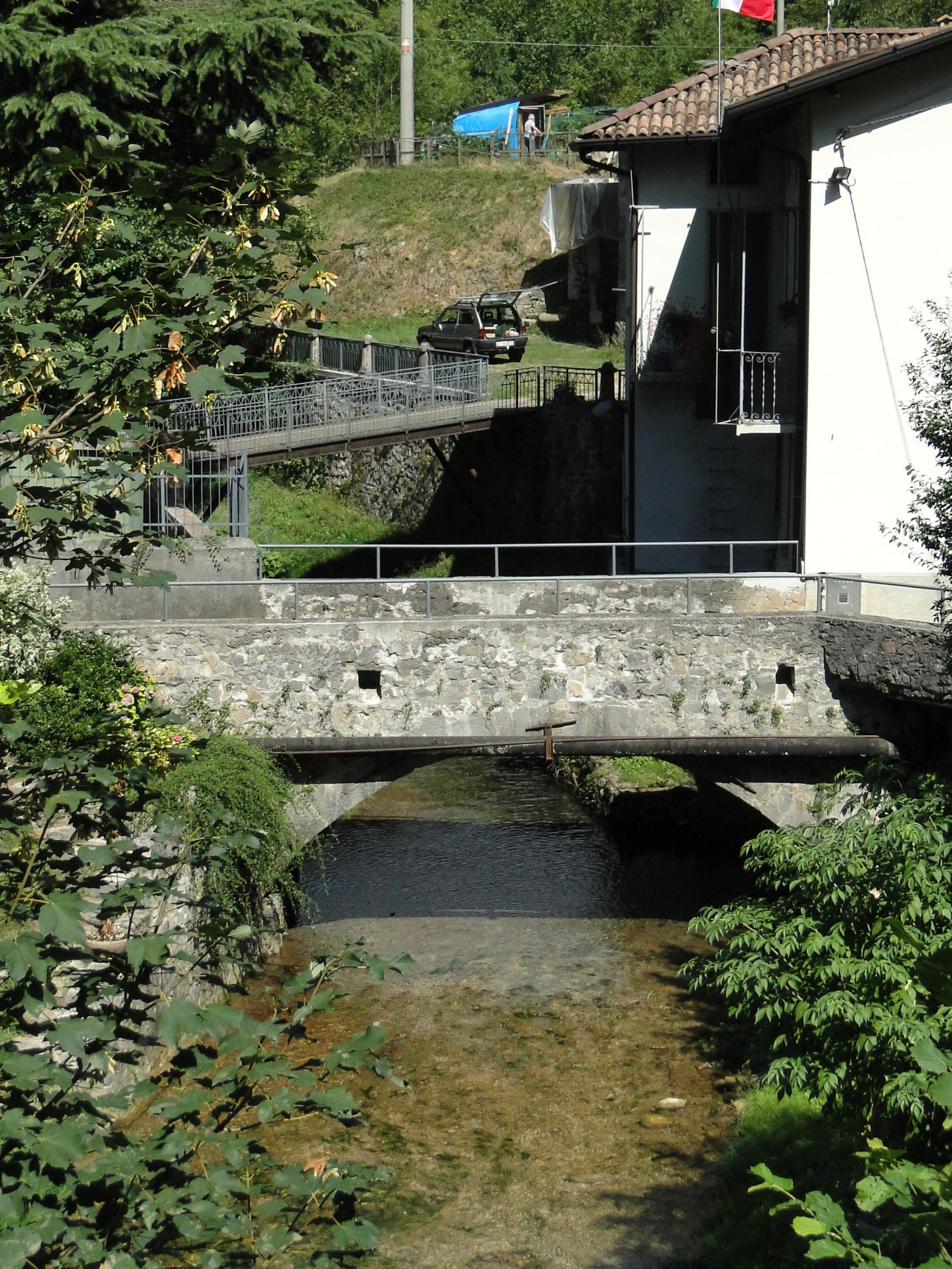
Il torrente Doppia in località Molini, al termine della valle Rossa

Pochi sono invece gli insediamenti posti sulle pendici del monte Bue (707 m s.l.m.), colle che sovrasta l'abitato in direzione nord, e quelli nella verde valle Rossa. Quest'ultima, stretta tra lo stesso monte Bue ed il monte Altino, è compresa per il suo tratto finale in territorio cenese mentre nella la parte più a monte in quello di Bianzano. Questa è percorsa dal torrente Doppia che, raccogliendo le acque di numerosi piccoli rivoli composti dalle acque in eccesso provenienti dai monti circostanti, con il suo corso taglia completamente il territorio da est ad ovest, sfociando nel Serio da sinistra e delimitando quelle che un tempo erano le contrade di Cene di Sopra e Cene di Sotto.
Sempre in ambito idrografico, è da segnalare il canale artificiale che alimenta il complesso industriale "Bellora". Questo preleva le acque presso lo sbarramento detto della Rosta, posto a nord poco distante dallo sbocco della valle Asinina, per restituire completamente la portata poche centinaia di metri più a valle, dove permette il funzionamento di una piccola centrale idroelettrica.
Per ciò che concerne la viabilità, il paese ha una rete stradale ordinaria molto semplice, facente riferimento alla via che attraversa il centro abitato, che per secoli è stata l'arteria dei traffici e commerci della bassa valle, e che mette in comunicazione a nord con Gazzaniga ed a sud con la valle del Lujo ed Albino. In quest'ultima zona, a fianco del fiume Serio, si trova lo svincolo con l'accesso alla superstrada SP35 di scorrimento Bergamo-Clusone.
Ad essa si aggiunge sia la S.P.40 che dal capoluogo si addentra nella valle Rossa, da cui è possibile raggiungere sia Leffe (tramite la S.P.62) che Bianzano e la val Cavallina, che la piccola strada che sale al colle Sfanino, da cui si può arrivare a Vall'Alta o al sovrastante santuario della Madonna di Altino.

## Origini del nome
Numerose sono le teorie legate all'origine del toponimo. La più accreditata è quella che lo vorrebbe far derivare dal lemma di origine latina Caenum ("fango"), che starebbe quindi ad indicare un luogo dove le acque del fiume Serio ristagnavano. A perorare tale teoria vi sarebbero sia le antiche carte geografiche indicanti il paese con il nome di Ceno, quindi facilmente collegabile con la suddetta parola, sia la località detta dei "Campi matti". Quest'ultima, posta lungo le rive del fiume Serio, non permetteva la coltivazione di alcuna coltura in quanto soggetta alle numerose piene del fiume e per questo molto fangosa.
Un'altra versione è quella fornita dal Rohlfs, il quale suppone che il nome del paese sia da collegare con il gentilizio romano Caerum, poi declinato in Caenum.
Alcuni storici del XVI secolo, tra i quali Celestino Colleoni e Giangrisostomo Zanchi, indicavano il paese come fondato da Cidno, mitologico primo abitante di Bergamo, da cui i discendenti avrebbero preso il nome, mutuandolo in Cydnomani prima ed in Cenomani poi. Questa stirpe gallica, che abitò la provincia bergamasca, si sarebbe insediata a lungo nel borgo tanto da identificarlo con il proprio nome.

## Storia

### Dalla preistoria ai romani

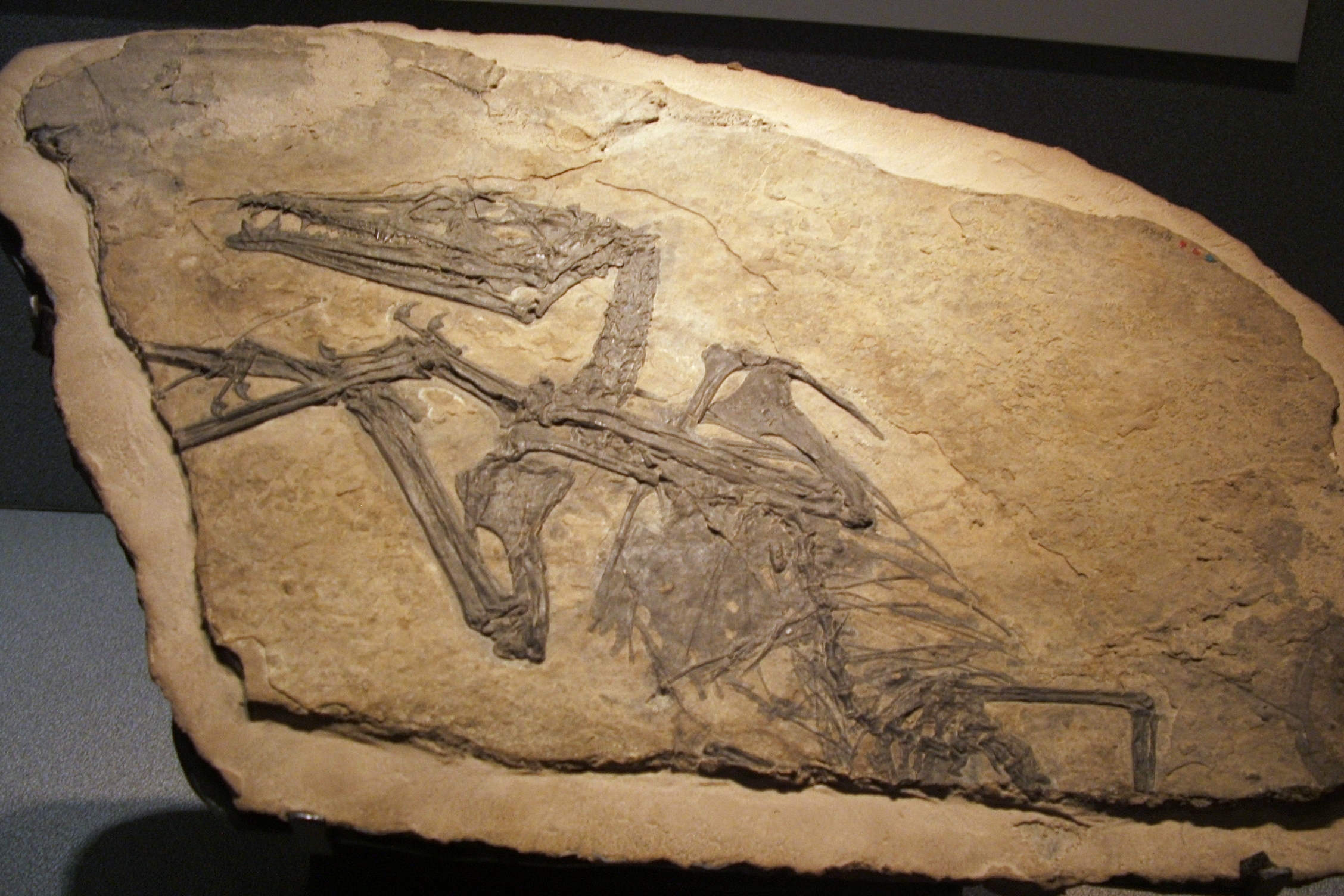
Il fossile dell'Eudimorphodon ranzii, custodito presso il Museo di Scienze Naturali di Bergamo

Sul territorio comunale sono stati rinvenuti numerosi reperti risalenti a differenti epoche. I più antichi ed importanti sono stati portati alla luce nella zona della "cava Ratta", un antico sito estrattivo dismesso collocato a Nord dell'abitato, grazie ai quali è stato possibile ricostruire l'origine geologica della zona.
Qui, una volta terminata l'attività estrattiva, nel 1965 l'area fu interessata da uno smottamento in seguito al quale un ricercatore della zona, Antonio Canova, trovò alcuni frammenti di fossili di pesci. Venne quindi supportato nelle successive ricerche da numerosi ricercatori del museo di Bergamo. L'area fu posta sotto tutela e gli scavi fecero riaffiorare migliaia di fossili in uno stato pressoché perfetto.
Il più importante è senza l'Eudimorphodon ranzii, un rettile volante che ha permesso di retrodatare la comparsa di questo genere di animali di circa 20 milioni di anni e che si trova presso il Museo di Scienze Naturali di Bergamo.

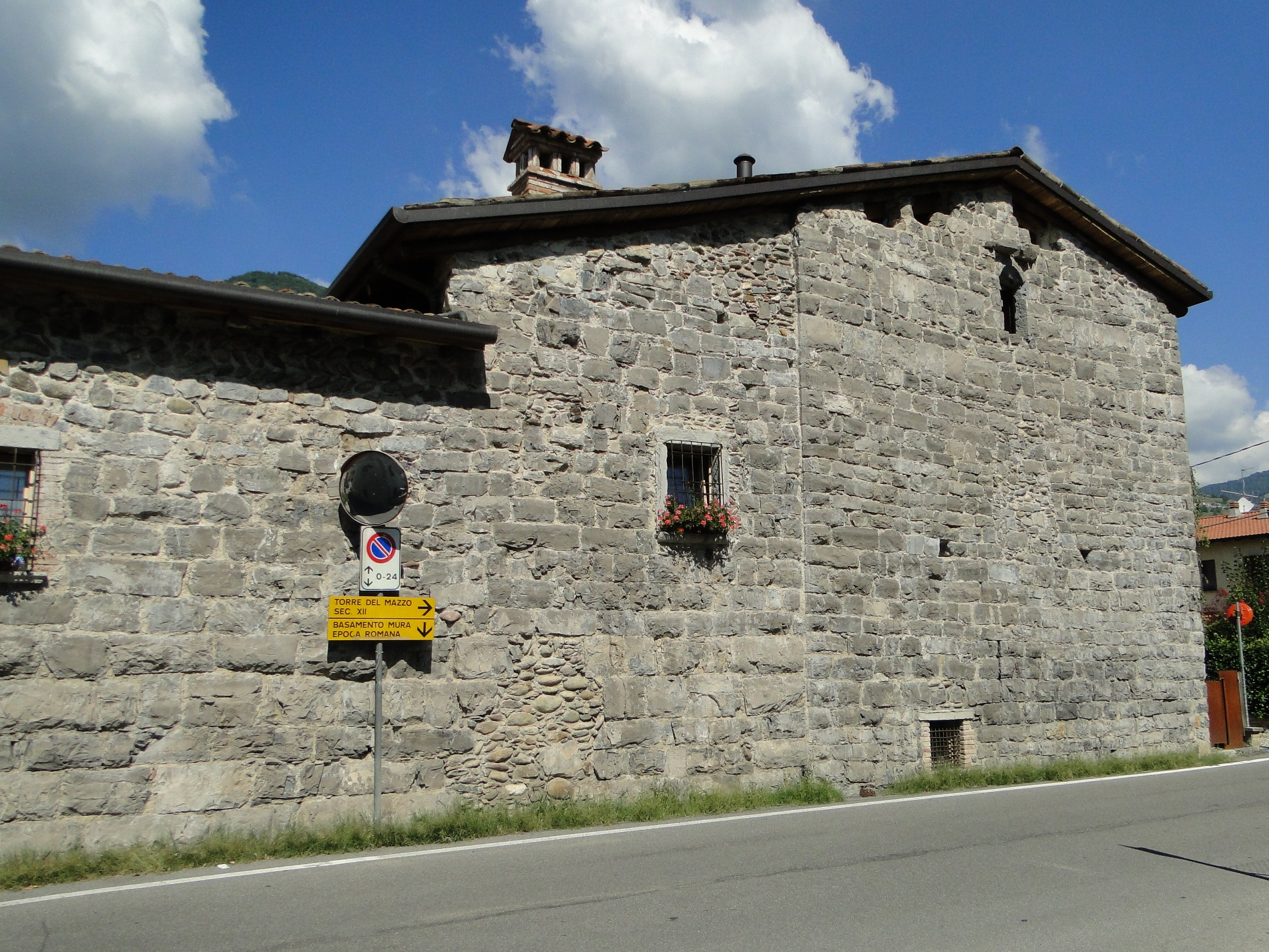
La Torre del Mazzo, risalente al periodo gallico e romano

Tuttavia segni che attestino la presenza umana in età preistorica sono sporadici, tanto che è soltanto ipotizzabile che nella zona si stabilirono attorno al VI secolo a.C. popolazioni di origine ligure, dedite alla pastorizia, tra cui gli Orobi. Si trattava di nuclei isolati seminomadi, a cui si aggiunsero ed integrarono, a partire dal V secolo a.C., le popolazioni di ceppo celtico, tra cui i Galli Cenomani.
Questi ultimi crearono i primi stanziamenti fissi di una certa consistenza, come si evince da alcuni toponimi presenti sul territorio comunale, tra cui quello della Torre del Mazzo, antica fortificazione nella quale si sono succedute numerose successive dominazioni, il cui nome dovrebbe derivare da Mass, che nel linguaggio gallico sta ad indicare un'abitazione.
Tuttavia la prima vera e propria opera di urbanizzazione fu opera dei Romani, che conquistarono la zona e la sottoposero a centuriazione, ovvero ad una suddivisione dei terreni a più proprietari, a partire dal I secolo d.C. Questa opera assegnò appezzamenti più o meno vasti a coloni e veterani di guerra, di origine o acquisizione romana, i quali bonificarono i terreni al fine di poterli sfruttare per coltivazioni agricole ed allevamento di bestiame.
Il borgo era posto in posizione strategica, dal momento che si trovava all'imbocco della valle Rossa, agevole collegamento tra la bassa val Seriana e la val Cavallina, da cui poi poter accedere alla val Camonica.
Questa collocazione garantì al paese un ruolo di primissimo piano nelle vicende della valle, come testimoniano i resti di cinte murarie e primordiali fortificazioni.
Il periodo successivo alla dominazione romana vide la zona soggetta alle invasioni barbariche, con la popolazione costretta a rifugiarsi in postazioni più elevate su colli e propaggini circostanti, in quanto considerate più sicure dalle scorrerie, con conseguente abbandono dei centri abitati.

### Alto Medioevo

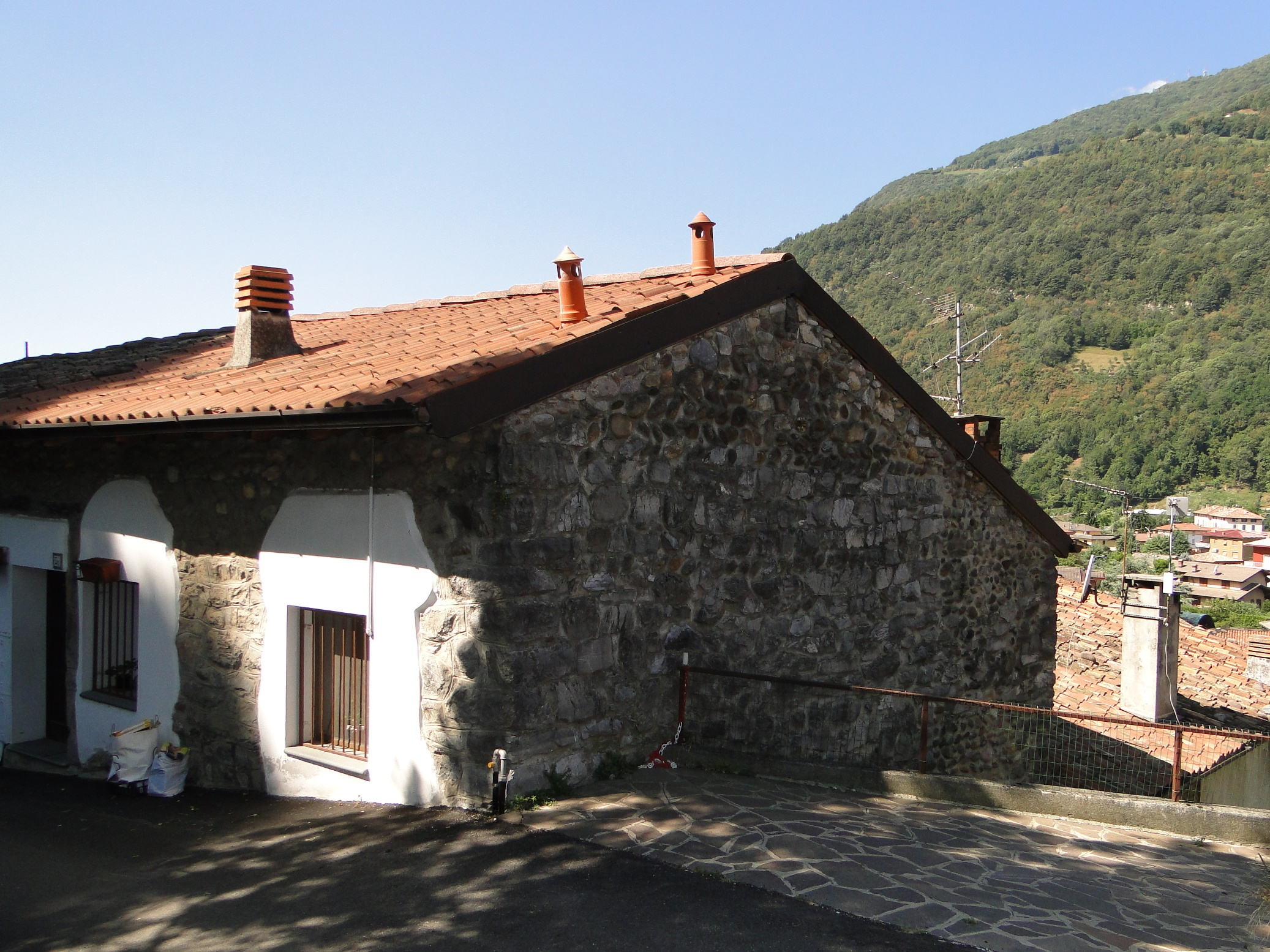
Ciò che resta dell'antico Castello sulle pendici occidentali del Monte Bue

Nel corso del VI secolo si verificò l'arrivo dei Longobardi, popolazione che si radicò notevolmente sul territorio, influenzando a lungo gli usi degli abitanti: si consideri infatti che il diritto longobardo rimase de facto attivo nelle consuetudini della popolazione fino al XV secolo, così come può essere riscontrabile nel toponimo indicato come Fara, località a nord del paese tra le vie del Castello e Bellora, stante ad indicare un nucleo in cui era aggregato un gruppo omogeneo e compatto di famiglie.
Nell'VIII secolo ai Longobardi subentrarono i Franchi che, al contrario dei predecessori, rimasero estranei alla vita sociale e politica dei territori assoggettati, nei quali instaurarono un sistema feudale, inserito nell'ambito del Sacro Romano Impero. A tal riguardo nel 974 l'imperatore Ottone II investì Ambrogio I, vescovo di Bergamo, del titolo di Signore delle terre della val Seriana, sulle quali aveva giurisdizione in ambito civile, penale ed ecclesiastico. A pochi anni prima risale invece il primo documento in cui viene nominato il nome del paese: è il 968 quando viene citato Gaudeverto Capitaneus de Cene, probabilmente capostipite della famiglia dei Capitani. Questi, appartenenti ad un ramo della potente famiglia dei Capitani di Mozzo, furono investiti dal vescovo stesso con il ruolo di vassalli imperiali nel paese, accrescendo in breve la loro importanza fino a diventare i signori del borgo.
In quel periodo l'estensione territoriale del paese arrivò a comprendere anche tutto il monte Altino, spingendosi fino al torrente Lujo, nella vallata che in quei tempi era definita Vallalta (poi Valle del Lujo). In quelle zone inizialmente disabitate, la popolazione cominciò a crescere notevolmente, tanto che già nei primi anni del XIV secolo il nucleo di Vall'Alta cominciò a svilupparsi venendo nominata come entità amministrativa e religiosa unita a Cene stesso.
L'unione tra i due borghi è ribadita in numerosi documenti del tempo, tra cui la calcazione di confine tra territori dell'abbazia di San Benedetto ed il comune di Cene-Vall'Alta (1234), gli statuti cittadini di Bergamo del 1331 e la descrizione dei confini del Comune maggiore di Albino (1353).
I due nuclei, uniti amministrativamente alla pari nel comune di Cene con Vall'Alta ed inclusi nella Facta della Porta di San Lorenzo, fusero le proprie vicende a tal punto che gli interessi dei Capitani di Cene arrivarono a contendere alcuni territori, posti lungo il corso del torrente Lujo, alla vicina abbazia benedettina. Questi contrasti videro impegnato in prima persona Raimondo de' Capitani che, nella prima parte del XII secolo, cercò di ampliare le estensioni territoriali del proprio feudo, appropriandosi indebitamente di alcune terre quali Felgoso e Grumelduro, di competenza dei monaci stessi, e di alcuni campi posti tra l'antica strada per Altino ed il corso del Lujo.
Per frenare la loro avanzata, in un primo momento il vescovo di Bergamo decise di donare ai monaci i territori di Grumelduro e quelli situati presso lo sbocco del torrente Luio nel Serio. Considerando il perdurare dell'occupazione abusiva, i terreni in questione vennero quindi riacquistati dall'abbazia.

### Età comunale e lotte di fazione

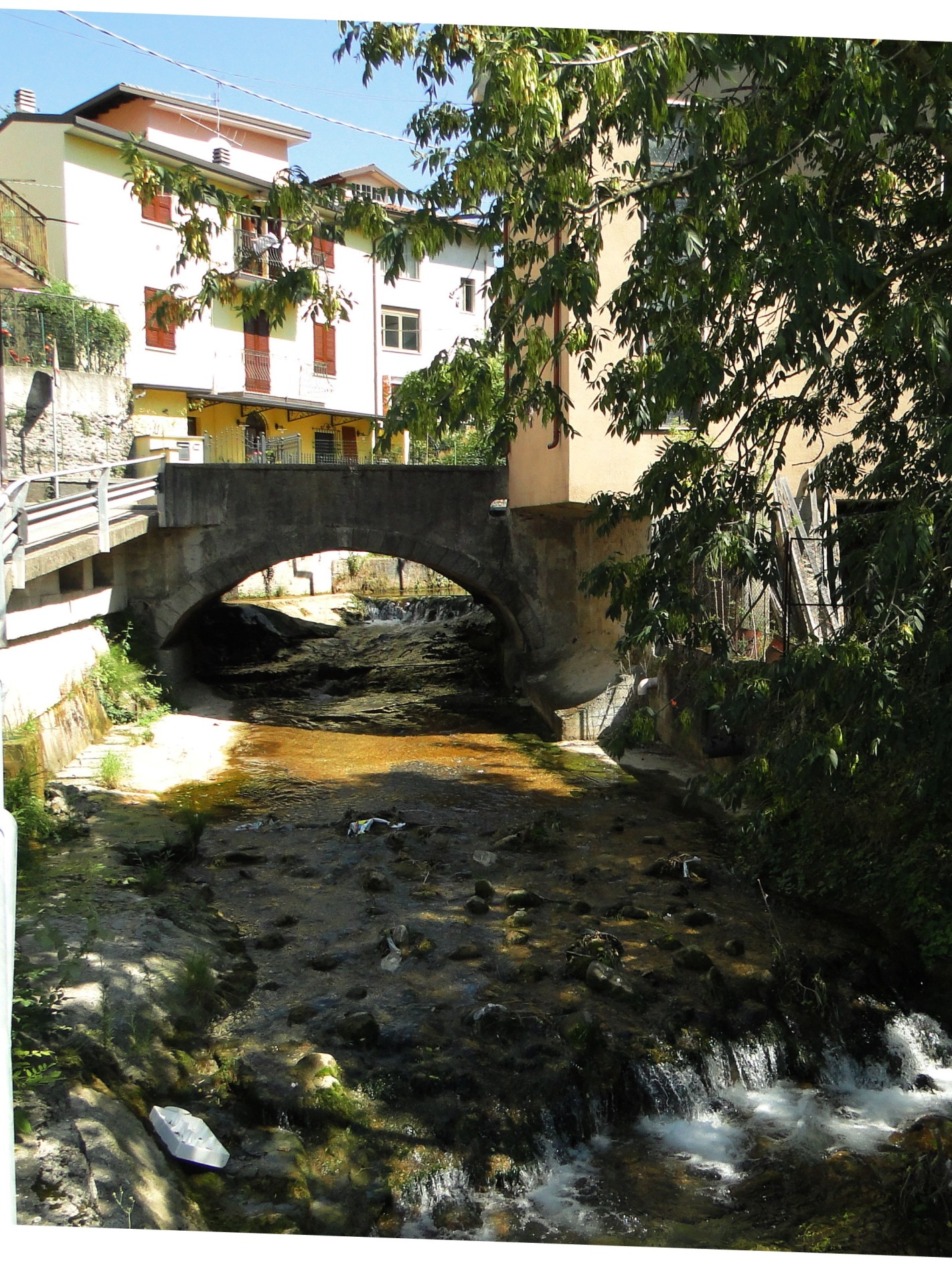
Il ponte sul torrente Doppia, antico limite amministrativo tra Cene di Sopra e Cene di Sotto

Sul finire del secolo Cene riuscì ad emanciparsi, redigendo quindi una serie di statuti ed ordinamenti ed ergendosi a comune autonomo posto sotto il controllo della città di Bergamo.
Questa nuova organizzazione di tipo comunale permise al comune di gestire in autonomia lo sfruttamento dei boschi e dei pascoli, di poter definire confini amministrativi e viabilità e di organizzare liberamente il culto, come testimoniato da documenti che indicano presente la chiesa di san Zenone già nel 1142.
In breve la posizione strategica garantì al paese un ruolo di primissimo piano nelle vicende della valle. Vennero costruite numerose fortificazioni, tra cui due porte di accesso al paese (una a Nord presso la torre del Mazzo, e l'altra a Sud presso la strada che reca a Vall'Alta), sette torri e ben tre castelli. Di questi, il primo era collocato in località Castel alle pendici occidentali del Monte Bue, tuttora esistente e riadattato ad abitazione civile, il secondo sul fianco del monte Pizzo, del quale restano tratti dell'originale muratura, mentre il terzo sorgeva invece dove si trova la chiesa parrocchiale, tanto che la torre è stata trasformata in campanile.
Cominciarono però a verificarsi attriti tra gli abitanti, divisi tra guelfi e ghibellini, che raggiunsero livelli di recrudescenza inauditi. Cene, formalmente schieratosi con la fazione guelfa, venne a trovarsi stretta tra i domini ghibellini di Bianzano e Gazzaniga.
Fatti di cronaca riportano un'incursione perpetrata da guelfi dei paesi vicini il 3 novembre 1397, in seguito alla quale venne ucciso Antonio d'Anzelino de' Capitani, stessa sorte occorsa ad altri due compaesani nei giorni seguenti. Le cronache del tempo riportano inoltre come abitanti del comune furono coinvolti in scorribande e lotte sviluppatesi nei paesi vicini.
Nel paese tuttavia erano numerosi anche gli appartenenti alla fazione ghibellina, come testimoniato dalla presenza di esponenti della famiglia Suardi, e dal fatto che spesso nelle famiglie si potevano trovare esponenti di entrambi gli schieramenti, situazione che si verificò anche nel casato, a prevalenza ghibellina, dei Capitani.
Questa situazione portò ad una divisione sia sociale, tra abitanti e famiglie, che amministrativa.
Difatti in breve Cene venne diviso, con confine rappresentato dal corso del torrente Doppia, tra Cene di Sotto, posta sotto tutela del Consiglio Maggiore di Albino, di fazione guelfa, e Cene di Sopra, posto sotto la giurisdizione del podestà di Gandino e di fazione ghibellina. Quest'ultima venne inserita nella Confederazione dei liberi comuni della Val Gandino, che garantì una maggiore indipendenza amministrativa ed economica grazie ai privilegi concessi dai Visconti. I due comuni risultavano però uniti in un'unica parrocchia e per ciò che riguardava le fazioni militari.

### La Repubblica di Venezia

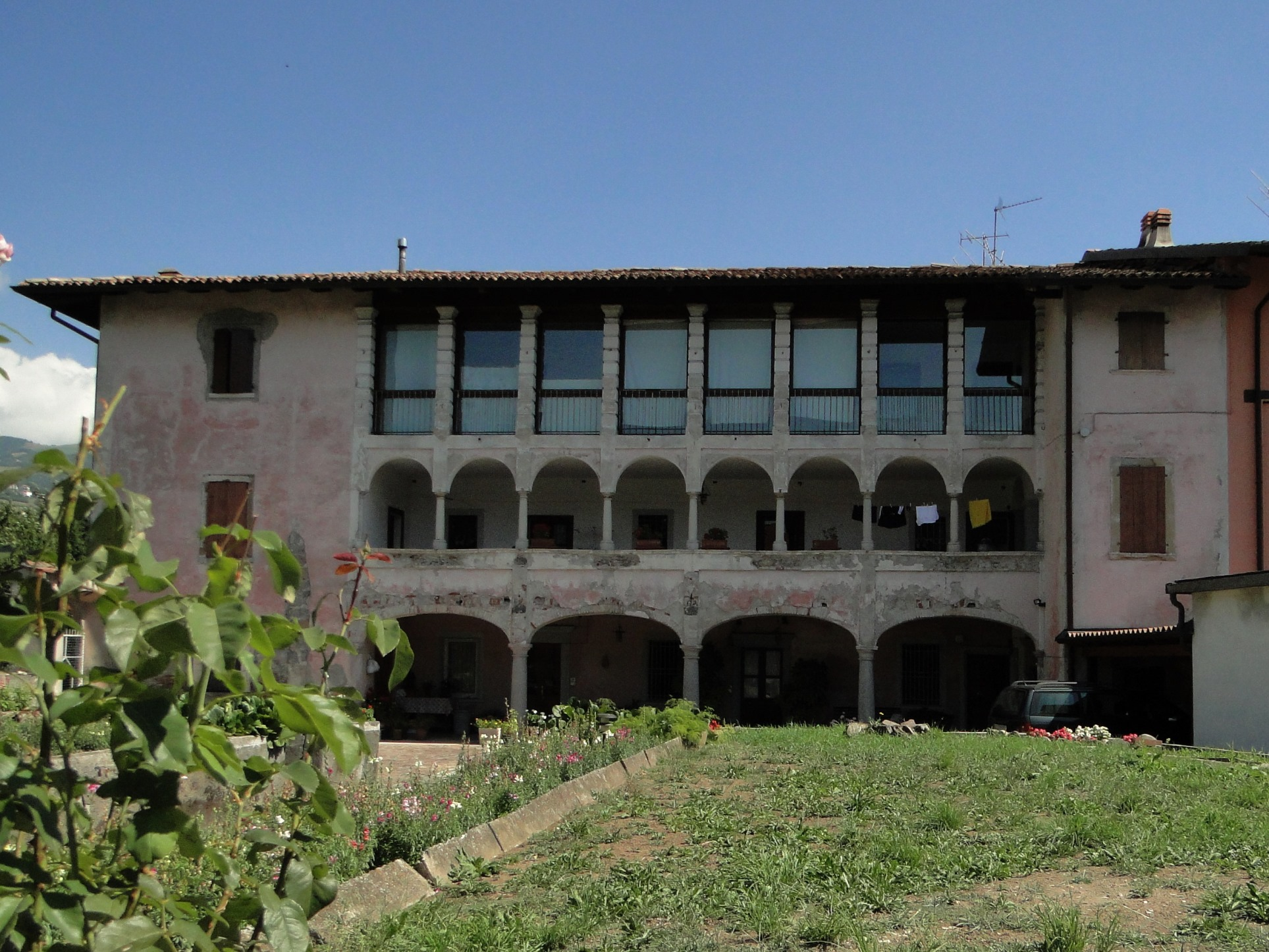
La secentesca casa Fanti

Il XV secolo iniziò con le dispute per il controllo della zona tra Ducato di Milano e Repubblica di Venezia, con le due contrade del paese schierate l'una con i milanesi, l'altra con i veneti.
La situazione si definì nel 1428, quando la Serenissima ebbe il sopravvento. Questa decise di eliminare tutte le fortificazioni, con le torri che furono utilizzate come abitazioni, dando il via ad un periodo di tranquillità in cui l'intera zona riprese a prosperare, anche grazie alla diminuzione della pressione fiscale ed alla maggiore autonomia. Si svilupparono ulteriormente i commerci e vi fu nuovo impulso per l'agricoltura, l'allevamento e la produzione ed il commercio della lana, situazione che favorì lo sviluppo della piccola imprenditoria tessile.
Nel frattempo la popolazione di Vall'Alta crebbe al punto da richiedere la separazione dai vicini. L'autonomia amministrativa arrivò il 13 dicembre 1456, ratificata da un documento nel quale il Doge della Repubblica di Venezia concedeva privilegi ed esenzioni alle terre di Vall'Alta, mentre quella religiosa pochi anni più tardi, con Vall'Alta che riuscì anche ad ergersi a parrocchia, svincolandosi definitivamente da Cene.
Il centro abitato di Cene tuttavia mantenne il suo impianto medievale, tanto che nel 1531 viene indicato, in una descrizione dello storico Giangrisostomo Zanchi, ancora dotato di un'antica cittadella fortificata.
Lo sviluppo sociale ed economico proseguì anche nei successivi decenni, con la popolazione che, come riportato nella relazione del comandante veneto Giovanni Da Lezze, redatta nel 1596, crebbe fino a raggiungere 544 unità nel comune di Cene di Sopra e 96 in quello di Cene di Sotto.
Non mancarono tuttavia gli eventi funesti: nel triennio tra il 1627 ed il 1629 una forte carestia mise a dura prova gli abitanti, a cui fece seguito la tremenda epidemia di peste di manzoniana memoria, che ebbe il suo apice nell'estate del 1630. A causa della malattia, nelle varie contrade di Cene morì più della metà della popolazione, che passò dalle 467 unità del 1629 alle 207 del 1631.

### Dall'avvento di Napoleone fino ai giorni nostri

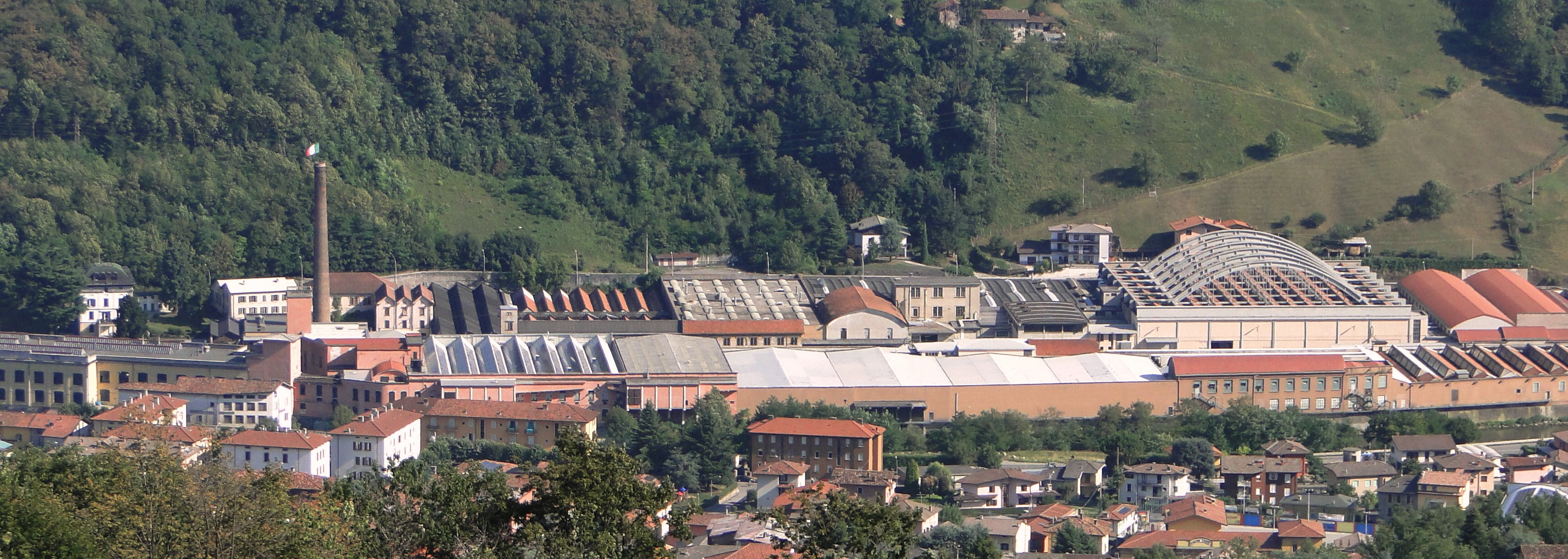
Il complesso industriale Bellora

Nel 1789, in seguito al trattato di Campoformio, l'intera provincia fu assoggettata alla napoleonica Repubblica Cispadana. Immediatamente i nuovi dominatori si preoccuparono di riunire le due anime politiche di Cene in un'unica entità amministrativa. Successivamente, nel 1809, nell'ambito di un'ampia opera di riorganizzazione delle realtà comunali volta a favorire i grossi centri a scapito di quelli più piccoli, l'istituzione francese aggregò amministrativamente Cene al comune di Gazzaniga, al pari dei vicini centri di Fiorano ed Orezzo. Tuttavia nel 1816, in seguito al passaggio della zona all'austriaco Regno Lombardo-Veneto, il comune riacquisì la propria autonomia amministrativa.
In quegli anni la popolazione crebbe in modo considerevole, passando dai 425 abitanti del 1776 agli 818 del 1861, numero che continuò a crescere in modo costante, grazie anche alle nuove opportunità lavorative che il territorio offriva: tra questi l'estrazione del marmo nero, i molini ed i magli lungo il torrente Doppia per la lavorazione del ferro, ed un opificio per la produzione del cartone.

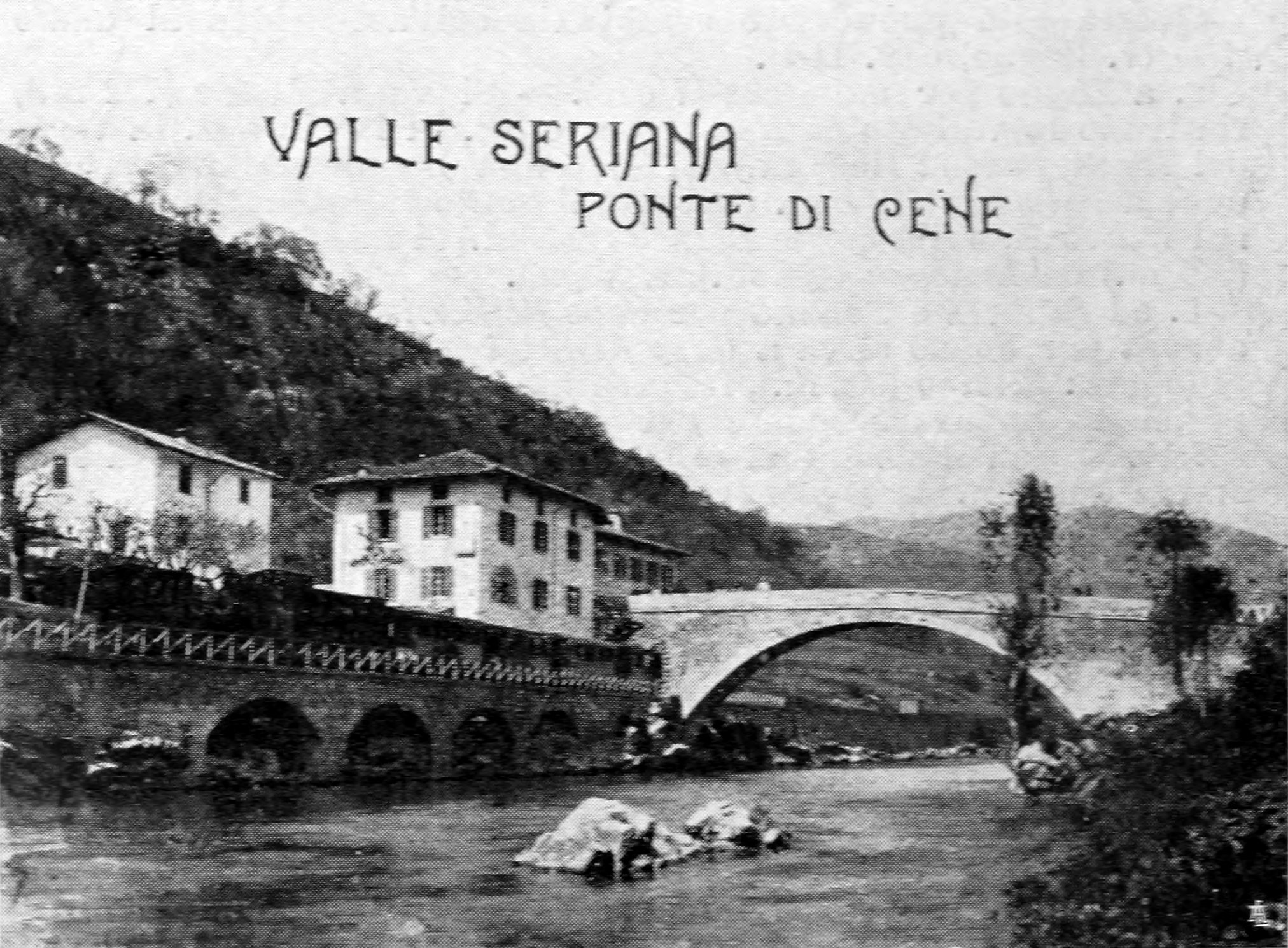
Il ponte sul Serio, con la linea ferroviaria, negli ultimi anni del XIX secolo

Un ulteriore impulso all'economia locale venne dall'apertura della Ferrovia della Valle Seriana, che dal 1884 permetteva il collegamento di merci e passeggeri da Bergamo a Clusone, pur passando all'esterno dell'abitato.
Dopo l'unità d'Italia nel paese, così come in molti altri centri della media valle Seriana, vi fu un forte sviluppo dell'industria tessile, facilitato dall'arrivo di investitori stranieri, gli svizzeri Walty e Gelti Widmer, che trasferirono i loro insediamenti produttivi nella zona a Nord dell'abitato, presso il ponte sul Serio utilizzato per il collegamento con Gazzaniga, ristrutturato da pochi anni. Una quindicina di anni dopo l'apertura, avvenuta nel 1874, lo stabilimento assunse il nome di Cotonificio Valle Seriana, che nel 1891 occupava ben 1.300 operai, saliti a 2.030 nel 1901.
L'importanza del complesso era tale che il vicino comune di Gazzaniga nel 1925 cercò di inserirlo nei propri confini, proponendo a Cene la rettifica dei limiti amministrativi a proprio vantaggio, domanda perorata a lungo ma poi caduta nel vuoto. Nel 1936 l'insediamento venne acquistato dall'industriale e politico varesino Pietro Bellora, assumendo il nome del nuovo proprietario. In seguito alla crisi del tessile, il cotonificio cessò l'attività nel 1987.
Nella seconda parte del secolo il comune fu soggetto ad un tumultuoso sviluppo urbanistico, sociale ed economico. La popolazione difatti crebbe in modo esponenziale raggiungendo numeri inimmaginabili solo qualche decennio prima: al censimento del 1881 gli abitanti erano 999, cifra quasi raddoppiata nel 1911, mentre un solo decennio dopo avevano raggiunto quota 2164.
Il vero boom avvenne nella seconda parte del secolo, in seguito ad un'imponente cementificazione del territorio che fece lievitare i residenti a 2839 nel 1971 ed a 4229 nel 2011, con un conseguente snaturamento del territorio, ed unificazione in un unico nucleo abitativo delle differenti contrade fino ad allora separate.
Nel 1990 il paese venne proiettato al centro delle cronache politiche nazionali per essere stato il primo comune in Italia in cui la Lega Lombarda ottenne la poltrona di sindaco.

### Simboli
Lo stemma utilizzato dal Comune non è stato ancora concesso con decreto presidenziale. 
Il gonfalone è un drappo di azzurro.

## Monumenti e luoghi d'interesse

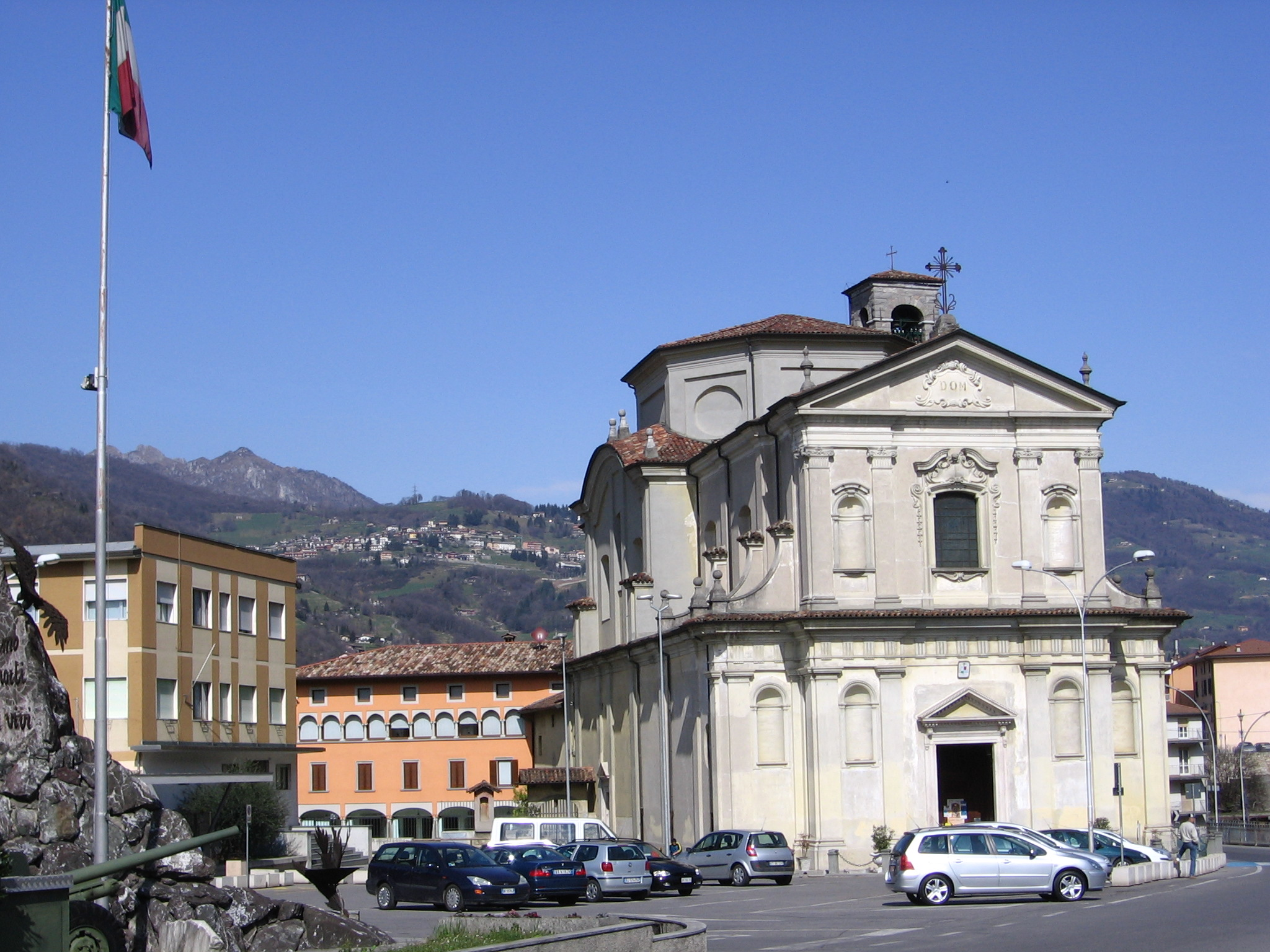
La chiesa parrocchiale di San Zenone, con annesso oratorio

In ambito religioso, il luogo di maggior interesse è senza dubbio la Chiesa di San Zenone, parrocchiale, che risulta essere stata consacrata per la prima volta il 22 maggio 1142. Probabilmente costruita a sua volta su un luogo di culto preesistente, era inclusa nella fortificazione di un castello che svettava sul luogo di confluenza tra il torrente Doppia con il fiume Serio. Ricostruita nel 1749 dall'architetto Luca Lucchini di Montagnola (frazione Certenago), Ticino (CH), per venire incontro alle mutate esigenze di una popolazione in costante crescita, venne ulteriormente ampliata nel 1929, su progetto dell'ingegnere Luigi Angelini. Presenta un'unica navata e un'abside che nella struttura primitiva era la navata.
All'interno sono custodite opere di rilievo, tra cui numerosi dipinti secenteschi quali la Madonna con Bambino e Sant'Antonio di Padova di Carlo Ceresa, la Storia della vita di san Zenone di Giuseppe Poli, nonché i più recenti San Luigi e altri affreschi di Pasquale e Luigi Arzuffi, artisti che hanno anche restaurato altri affreschi eseguiti da Vincenzo Angelo Orelli. Da segnalare anche il grande Crocifisso in legno, di scuola napoletana del XVII secolo, donato in memoria di una ragazza perita in un incidente d'auto.

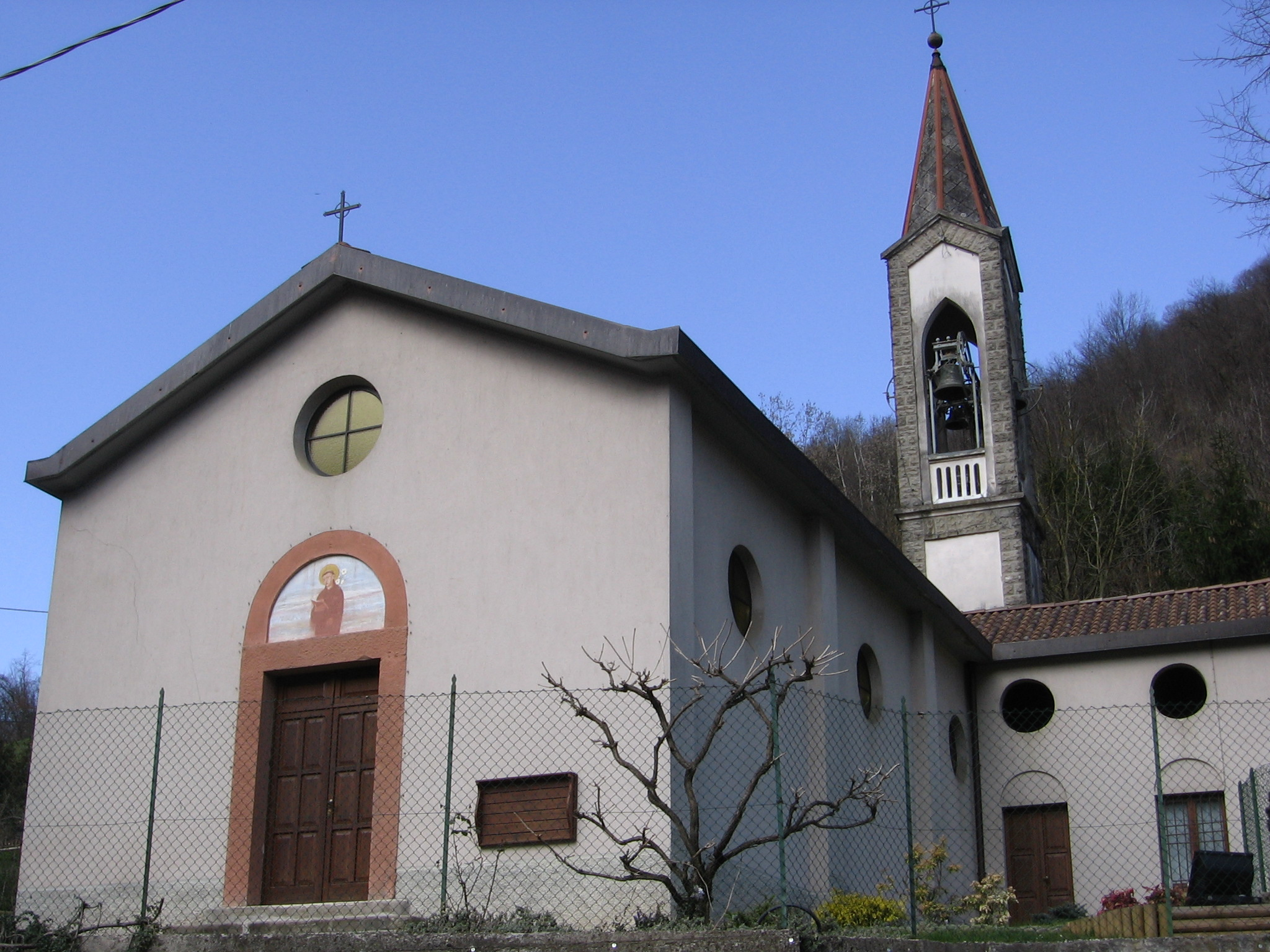
La chiesa di Sant'Antonio, in località valle Rossa

Poco distante, nella contrada Cene di Sotto, si trova la chiesetta della Madonna delle Grazie che, consacrata nel 1720, venne edificata in luogo di un'antica cappelletta posta all'incrocio tra le strade che conducevano a Bergamo e Vall'Alta. Altri edifici religiosi sono la settecentesca chiesetta dell'Annunciazione, posta sul monte Bue e di proprietà privata, e la chiesa di Sant'Antonio, situata in località valle Rossa ed edificata nel 1950.
Per ciò che concerne l'architettura civile, la principale attrazione è la Torre del Mazzo, le cui origini si perdono all'epoca dei galli cenomani. Utilizzata anche in epoca romana, periodo del quale rimane il basamento delle mura, ebbe il suo periodo di maggior splendore nel XII secolo quando venne utilizzata come roccaforte di una più complessa fortificazione che in quel punto aveva collocato la porta settentrionale d'accesso al paese. Attualmente di proprietà privata, è strutturata su due piani e presenta una muratura in pietra e sassi a lisca di pesce.
Interessante è anche il centro storico, che mantiene una struttura di tipo medievale, in cui convivono edifici d'origine signorile e rurale.
Tra questi si segnalano l'antico castello (poi adibito ad abitazione) posto sulle pendici nord del monte Bue nella località, detta Ol castèl, che ancora ne attesta la presenza; la secentesca casa Fanti (detta anche del Bastianì), con portico, loggiato e capitelli tuscanici; nonché numerosi edifici posti nella principale via Ulisse Bellora, che mantengono le caratteristiche di abitazioni rurali con ampie corti interne.
Infine è presente il parco Paleontologico, situato a nord dell'abitato presso quella che un tempo era nota come la "cava Ratta". Questo permette di visitare il sito in cui sono state rinvenute grandi quantità di fossili, soprattutto pesci e crostacei, ma anche rettili volanti, tra cui l'Eudimorphodon e il Peteinosaurus. Lo strato fossilifero risale al Triassico superiore ed è costituito da rocce calcaree. L'abbondanza di animali marini testimonia che quest'area era all'epoca sommersa; tuttavia la presenza di rettili volanti indica che nelle vicinanze dovevano esistere anche terre emerse.

## Società

### Evoluzione demografica
Abitanti censiti

## Infrastrutture e trasporti
La stazione di Cene, sulla ferrovia della Valle Seriana, rimase aperta al servizio pubblico dal 1884 al 1967.

## Amministrazione
| Periodo           | Periodo           | Primo cittadino   | Partito   | Carica           | Note               |
| ----------------- | ----------------- | ----------------- | --------- | ---------------- | ------------------ |
| 8 maggio 1990     | 14 giugno 1999    | Franco Bortolotti | Lega Nord | Sindaco          |                    |
| 14 giugno 1999    | 8 giugno 2009     | Giorgio Valoti    | Lega Nord | Sindaco          |                    |
| 8 giugno 2009     | 26 maggio 2014    | Cesare Maffeis    | Lega Nord | Sindaco          |                    |
| 26 maggio 2014    | 13 marzo 2020     | Giorgio Valoti    | Lega Nord | Sindaco          | Deceduto in carica |
| 13 marzo 2020     | 22 settembre 2020 | Marcella Bazzana  | Lega Nord | Vicesindaco f.f. |                    |
| 22 settembre 2020 | in carica         | Edilio Moreni     | Lega Nord | Sindaco          |                    |

## Sport e tempo libero

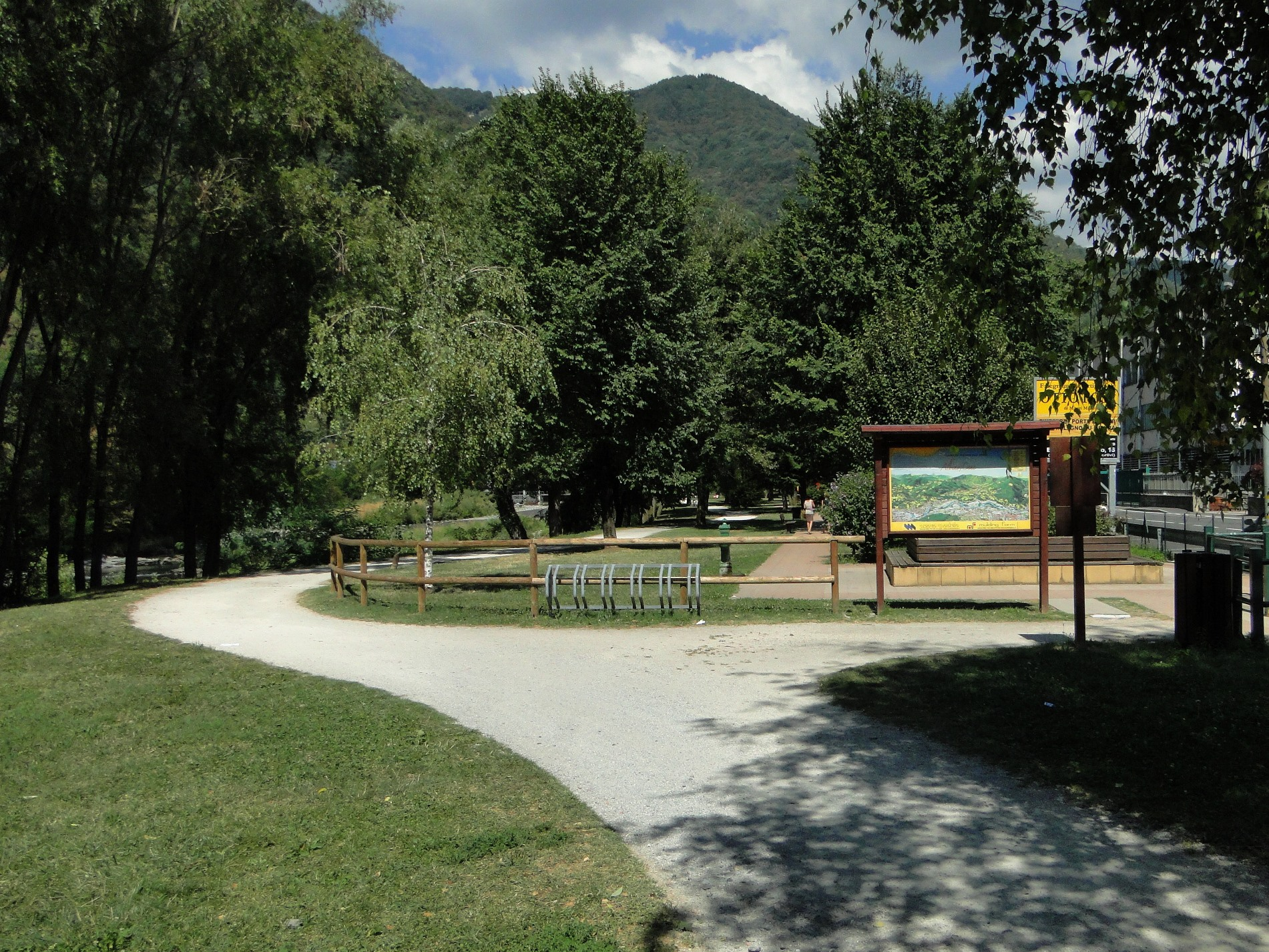
La pista ciclopedonale

Per quanto riguarda l'ambito naturalistico il tempo libero, numerosi sono gli itinerari che si sviluppano sul territorio comunale. Tra questi ve ne sono numerosi che raggiungono i monti circostanti, dei quali un paio sono contrassegnati dal segnavia del CAI. Il numero 541 che dal centro abitato sale toccando la piccola Val del Clì ed i Pracc Molècc, da cui poi è possibile raggiungere il santuario di Altino (a monte di Vall'Alta) o il monte Croce (a monte di Leffe), ed il numero 546 che dall'imbocco della valle Rossa si sviluppa sulle pendici del monte Bue, toccandone numerose località, con la possibilità di effettuarne il periplo.
Inoltre è d'obbligo citare la Ciclovia della Valle Seriana che transita sul comune lungo il corso del fiume Serio, nella porzione meridionale ed in quella settentrionale, nei pressi della valle Asinina. Questa, nonostante nel territorio comunale subisca brusche interruzioni che ne compromettono la linearità, offre passeggiate e pedalate nella natura, lontano da traffico ed inquinamento, permettendo la riscoperta e la valorizzazione di spazi un tempo abbandonati all'incuria.
In ambito sportivo, grande importanza ricoprono le discipline del ciclismo, settore rappresentato dalla locale scuola ciclismo che cura il settore giovanile e che può disporre di un circuito ad anello su cui far allenare i più piccoli, e del calcio. 
Quest'ultima ha come principale esponente la società AlzanoCene, che ha militato in serie D e in Eccellenza e nata nell'estate 2007 in seguito alla fusione tra l'Ardens Cene, società storica del paese che disputava il campionato di Eccellenza, con l'Alzano 1909, rappresentante dell'omonimo paese, che militava in Prima Categoria. Nel 2015 la società si fonde con l'Aurora Seriate andando a formare la Virtus Bergamo 1909, rappresentante le città di Alzano Lombardo e Seriate ma con sede a Cene. La squadra però disputa le proprie partite interne presso lo Stadio Carillo Pesenti Pigna di Alzano, risultando una realtà distante dal paese, tanto che nel 2010 è nata una nuova società calcistica, attualmente militante in seconda categoria.